# Ханин, Константин Михайлович
Константин Михайлович Ханин — российский и канадский математик, работающий в области теории динамических систем, эргодической теории и математической физики. Профессор математики Торонтского университета, и.о. ведущего научного сотрудника Института проблем передачи информации имени А. А. Харкевича РАН. Кандидат физико-математических наук.

## Биография
Окончил московскую физико-математическую школу № 2 (1969) и механико-математический факультет МГУ. До 1994 года работал в Институте теоретической физики имени Л. Д. Ландау. В 1983 году под научным руководством профессора Якова Григорьевича Синая защитил диссертацию на соискание учёной степени кандидата физико-математических наук на тему «Самоусреднение в случайных средах» (специальность 01.04.02 —  теоретическая физика).
С 1994 года работал и преподавал в Принстонском университете, Институте математических наук Исаака Ньютона Кембриджского университета и Университете Хериота-Уатта. С 2005 года профессор факультета математики и компьютерных наук Торонтского университета. 
Основные работы лежат в области теории вероятностей, теории динамических систем, эргодической теории, теории турбулентности (уравнение Бюргерса) и математической физики (в частности, статистической механики).
Приглашенный докладчик (Invited Lectures) на Европейском математическом конгрессе в Барселоне (2000) и на Международном конгрессе математиков в Рио-де-Жанейро (2018).
Лауреат премии Карла Фридриха фон Сименса Фонда Гумбольдта (2021).